# Wellington Daniel Bueno
Wellington Daniel Bueno (født 24. august 1995) er en brasiliansk fodboldspiller, som spiller for den japanske fodboldklub Kashima Antlers.